# Trębaczów (Perzów)
Trębaczów (deutsch Trembatschau, 1943–1945 Treuweiler) ist eine Ortschaft mit einem Schulzenamt der Landgemeinde Perzów im Powiat Kępiński der Woiwodschaft Großpolen in Polen.

## Geschichte

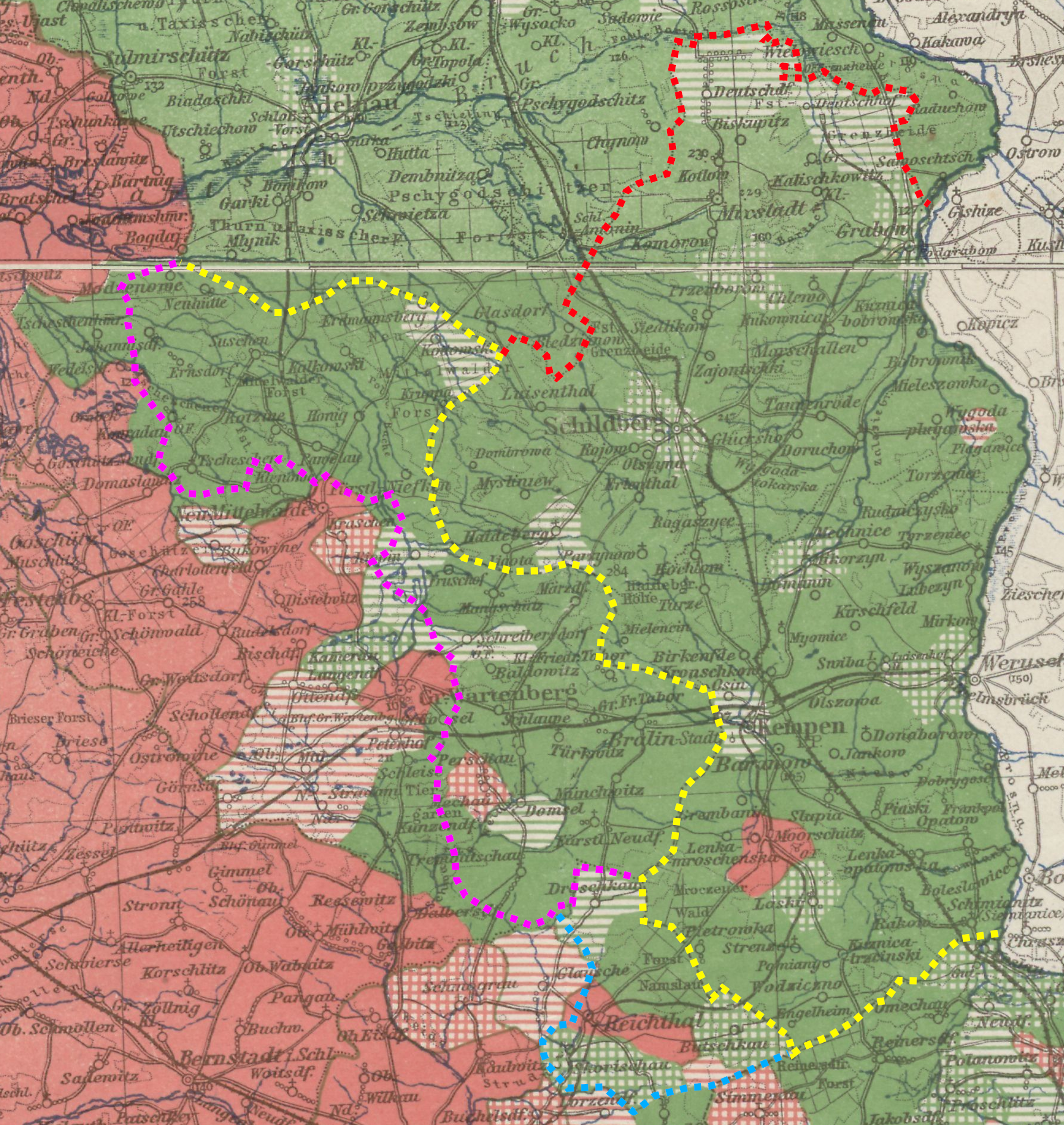
Sprachkarte aus dem Jahr 1910: Gelbe gestrichelte Linie: schlesisch-großpolnische Grenze, rosarote gestrichelte Linie: neue Grenze aus dem Jahr 1920

Der Ort wurde im Jahr 1232 als Trambachevo erstmals urkundlich erwähnt. Um 1305 im Liber fundationis episcopatus Vratislaviensis (Zehntregister des Bistums Breslau) wurde er als Trambaczow aufgelistet.
1376 wurde die römisch-katholische Kirche erwähnt. Vor dem Jahr 1596 und von 1633 bis 1637 war sie in protestantischen Händen. 1777 wurde die heutige gemauerte Kirche errichtet.
Trembatschau gehörte von 1818 bis 1920 dem schlesischen Landkreis Groß Wartenberg an. Mit dem überwiegend polnischsprachigen Ostteil des Landkreises wurde Trębaczów zum 10. Januar 1920 infolge des Versailler Vertrags vom Deutschen Reich an das wiedergegründete Polen abgetreten. Seitdem ist Trębaczów mit der Woiwodschaft Posen bzw. Großpolen verbunden, zunächst im Powiat Kępiński.
Im Jahr 1921 gab es in der Gemeinde Trębaczów im Powiat Kępno 156 Häuser mit 948 Einwohnern, davon waren 540 polnischer, 399 deutscher und 9 für anderer Nationalität, 897 waren römisch-katholisch, 49 evangelisch, 2 israelitisch. Im Gutsgebiet gab es dagegen 13 Häuser mit 279 Einwohnern, 221 waren polnischer und 58 deutscher Nationalität, 236 waren römisch-katholisch, 43 evangelisch.
Beim Überfall auf Polen 1939 wurde das Gebiet von den Deutschen besetzt und dem Landkreis Kempen im Reichsgau Wartheland zugeordnet.
Von 1975 bis 1998 gehörte Trębaczów zur Woiwodschaft Kalisz.